# 헨리 아펜젤러
헨리 거하드 아펜젤러(영어: Henry Gerhard Appenzeller, 1858년 2월 6일~1902년 6월 11일)는 1885년 조선에 입국하여 활동한 미국 감리회(북감리회) 선교사이다. 한국어 이름은 아편설라(亞篇薛羅)였다.
암울했던 구한말 내한하여 헌신한 개신교 선교사 1세대의 대표주자 중 한 사람이다. 배재학당과 정동교회를 설립하는 등 교육과 선교에 힘썼으며 성경번역에도 큰 기여를 하였다. 그의 아들 헨리 다지 아펜젤러는  아버지를 이어 배재학당에 교장으로 취임해 교육에 헌신했고, 딸 엘리스 레베카 아펜젤러 역시 이화학당을 발전시키는 데 큰 업적을 남겼다.

## 가문
아펜젤러의 부계 조상은 스위스 동북 지방의 아펜첼(Appenzell) 출신이다. 친증조부인 제이콥 아펜젤러가 1735년에 처음으로 미국땅을 밟았으며, 펜실베이니아주에 정착해 농사를 지었다. 친조부인 제이콥 3세대에 농장을 소유하여 운영하기 시작했으며, 아버지인 기디언 아펜젤러(Gideon Appenzeller)는 1823년에 태어났다. 어머니인 머리아 거하드(Maria Gehard)의 집안 역시 독일 출신 이민지로, 본인은 이민 5세대였다. 마리아는 메노파 신도로 랭커스터에서 자랐으며 영어는 거의 하지 못했다. 1855년 12월에 기디언 아펜젤러와 결혼해 사우더턴(Souderton)으로 왔다.

## 생애

### 생애 초기
1858년 펜실베이니아주 수더튼 (Souderton, PA)에서 태어났다. 그의 부모님을 따라 독일 개혁교회인 임마누엘 레이디스 처치(Immanuel Leidy’s Church)에 출석했다. 아버지가 유아세례를 믿지 않았고 어머니 역시 재세례파였기에 헨리 아펜젤러는 14살이 되던 해인 1872년 11월 8일 출석교회에서 세례를 받았다. 웨스트체스터 주립사범학교에 입학하여 학교를 다녔다. 마침내 1876년 10월 1일, 웨스트체스터 장로교회에서 회심하였는데 '영적으로 거듭난 날'로 평생 기억하였다. 이후 델라웨어 카운티 공립학교에서 교직생활을 하였는데, 이는 후에 대한제국 고종이 아펜젤러의 교육선교를 신뢰하는 계기가 되기도 하였다. 헨리는 아버지의 지원으로 독일 개혁교회 신학교인 프랭클린 앤 마셜 칼리지(Franklin and Marshall College)에 1878년에 입학하였다. 그러나 감리교회 사람들과의 교제에서 영적인 만족감을 느끼고 점차 개혁교회보다 훨씬 편하다고 느끼기 시작했다. 결국 고민 끝에 1879년 4월 21일 랭카스터 제일감리교회 기도모임과 성경공부를 출석하며 감리교로 적을 옮겼다. 대학에서는 그리스어와 문학에 관심을 가졌다. 프랑스어와 히브리어, 코이네 그리스어도 수학했다. 괴테 문학 동아리 회장을 맡기도 했다.

### 신학을 시작하다
헨리 아펜젤러는 필라델피아 연회에서 전도사 안수를 받고, 랭카스터 제일감리교회에서 전도사로 잠시 일을 시작하였다. 1881년 2월 19일에는 선교사의 소명을 느끼기 시작했다. 결국 1882년에 뉴저지주의 메디슨에 있는 감리교 신학교인 드류 신학교(Drew Theological Seminary)에 진학했다. 해외선교에 대한 비전은 2학년인 1883년에 신학교 간 선교사 연맹'(The Inter-Seminary Missionary Alliance)을 참석하며 갖게 되었다. 처음에는 일본 선교사가 되고자 했는데, 한국선교를 준비하던 친구 워즈워스(Wadsworth)가 중병에 걸려 한국선교를 갈 수 없게 되자 그 대신 한국으로 선교를 결심하게 되었다. 또 같은 해에 학교에서도 두각을 나타내 제4회 전국신학생 선교대회에 드류신학교 대표로 참석하기도 하였다.
조선으로 선교를 결심했던 것에 반해, 감리회 선교국에서는 아펜젤러를 파송하는 것에 모두가 찬성한 것은 아니었다. 조선선교를 위해 2,000달러를 희사한 가우처 목사는 경력이 있는 선교사를 파송해달라고 직접적으로 요청했었기 때문이다. 그러나 감리회 본부에서 중국 및 조선 파송 선교사에 대한 임명권을 가지고 있던 찰스 파울러 감독이 아펜젤러를 변호하여, 결국 가우처 목사를 설득해 아펜젤러를 조선 선교사로 파송키로 결정하였다. 이후 1884년 12월 17일에는 엘라 닷지(Ella J. Dodge)와 모교회인 랭커스터 제일감리교회에서 결혼하였다.

### 조선 선교를 시작하기까지
아펜젤러는 1885년 1월 14일 드류대학교에서 파송예배를 받아 샌프란시스코로 출발했다. 샌프란시스코에 도착한 뒤 2월 2일에 자신을 조선 선교사로 파송되도록 힘쓴 파울러 감독에게 목사 안수를 받았고, 이튿날 아내와 함께 아라빅호(S. S. Arabic)에 승선하였다. 아라빅호에는 윌리엄 스크랜턴과 그 어머니 메리 스크랜턴이 동승했다. 이들은 2월 27일 요코하마항에 도착했다. 요코하마에서는 3월 5일 로버트 새뮤얼 매클레이 선교사가 야오야마 에이와 학원(英和學院)에서 개최한 제1회 한국선교사회에 창립멤버로 참석하였다. 여기에는 매클레이 부부, 스크랜턴 부부, 메리 스크랜턴, 아펜젤러 부부, 그리고 박영효와 이수정이 참석하였다.
이들은 3월 23일 요코하마에서 출발하여 고베를 경유하고 3월 28일에 나가사키에 잠시 머물렀다. 그리고 3월 31일 장로교 선교사인 호러스 그랜트 언더우드와 같은 배를 타고 부산으로 출발하였다. 같은 날, 감리회 본부는 조선선교부 감리사에 매클레이를, 부감리사에 아펜젤러를, 선교부 회계에 스크랜턴을 임명했다. 부산은 4월 2일 아침에 도착했고, 하루를 머물러 4월 3일에 부산을 출발해 인천 제물포항을 향했다. 마침내 부활주일인 1885년 4월 5일, 감리교의 아펜젤러와 장로교의 언더우드가  인천 제물포에 발을 디뎠다. 아펜젤러 부부는 대불호텔에 도착했는데, 당시 주한미국공사대리였던 조지 클레이턴 포크가 아펜젤러 부부의 입국을 만류했다. 갑신정변 직후라 정국이 불안하고 임신한 여성이 생활하기에는 부적절하다는 이유 때문이었다. 어쩔 수 없이 언더우드만 서울로 향했고, 아펜젤러는 포크의 조언을 받아들여 짐은 그대로 두고 부인과 함께 일본으로 돌아갔다가, 7월 29일에 서울에 들어와 첫 예배를 보았다. 입국후 아펜젤러 부인은 1885년 11월 9일에 딸 앨리스를 서울에서 순산했다. 이 아기는 한국에서 태어난 최초의 서양 아기로 알려져 있다.

### 사역 활동

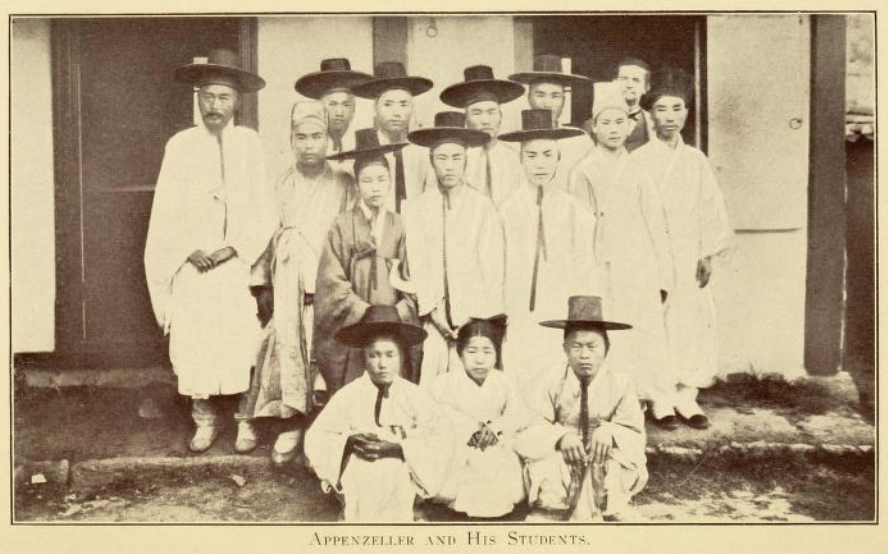
아펜젤러와 배재학당 학생들

1885년 8월 3일부터 청년을 모아 영어와 신학문을 가르치는 교육 사업을 시작했다. 다음해인 1886년에 인원이 점차 증가하여 20명이 넘어서자 고종이 배재학당 이라는 이름과 함께 현판을 하사하였다. 1885년 10월 11일 사저에서 드린 성찬 예배를 시작으로 교회를 설립하였는데, 점차 참석 인원이 늘어남에 따라 1887년 9월에 좀 더 큰 공간을 구입하여 예배당을 옮겼다. 이것이 훗날 정동제일교회가 되었다. 1891년에는 인천지역 성도들을 위해 인천 중구 내동에 내리교회도 설립했다. 한국에 성서 번역부가 생기자 언더우드, 게일 등과 함께 마가의젼한복음셔언해, 보라달로마인셔 등 성서의 국역에 참여하였다. 교육 방식을 암기보다는 판단을 강조하는 방식으로 고치는 데 공헌하였다.

### 사망

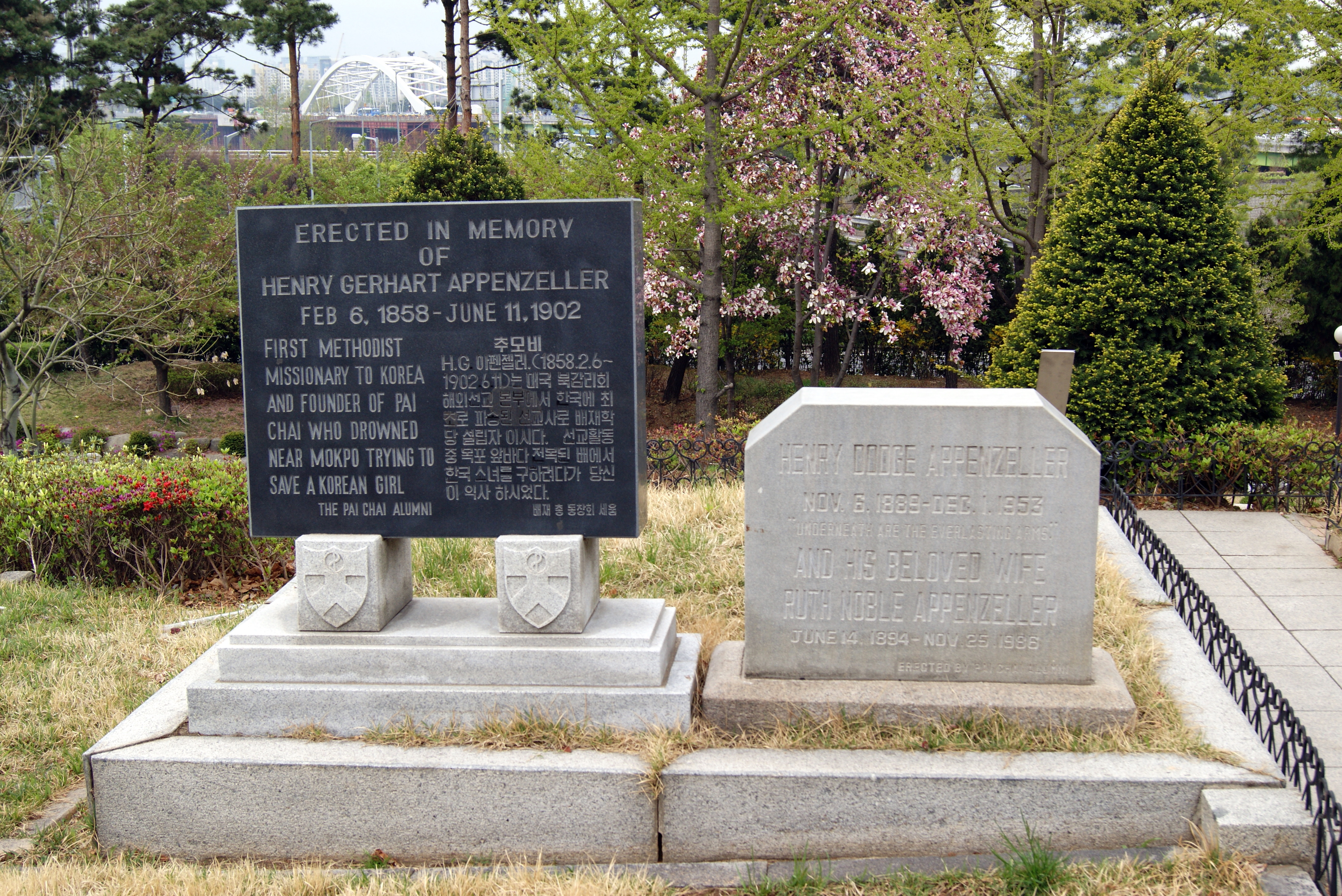
양화진외국인선교사묘원에 있는 아펜젤러 묘소

1902년 44세가 되던 해에 인천에서 출발하여 전라남도 목포로 가던 일본배인 구마가와마루와 같은 회사소속인 기소가와마루가 어청도 서북방 2-3해리 지역에서 충돌해 구마가와마루가 침몰하면서 조선인 여학생을 구하려다 익사했다. 서울특별시 마포구 합정동 양화진 선교사 묘지에 있는 아펜젤러의 묘지는 가묘이다. 시신은 아직 여학생과 조사 조한규와 함께 어청도 바다 밑에 있을 것으로 추정하고 있다.
아들인 H. D. 아펜젤러(Appenzeller, Henry Dodge, 亞扁薛羅2世, 1889~1953)도 역시 한국에서 선교사로 활동하였다.

## 같이 보기
- 로버트 새뮤얼 매클레이
- 호러스 그랜트 언더우드